# Жужана Томори
Жужана Томори (мађ. Tomori Zsuzsanna; Будимпешта, 18. јун 1987) је мађарска репрезентативка која игра на позицији средњег бека, чланица ЖРК Ференцварош.

## Успеси са клубовима и репрезентацијом
- Прва лига мађарске:
  - Победница: 2008, 2009
- Мађарски куп:
  - Победница: 2008, 2009, 2010
- ЕХФ Лига шампиона:
  - Финалиста: 2009
  - Полуфиналиста: 2008
- Ехф куп победника купова:
  - Победница: 2011, 2012
- Европско првенство:
  - Бронзана медаља: 2012

## Појединачне награде
- Најбољи стрелац Лиге шампиона 2012/13 године.